# Liste von Komponisten des deutschsprachigen Films
Diese Liste enthält Personen, die durch ihre Tätigkeit als Komponisten von Filmmusik für deutschsprachige Film- und Fernsehproduktionen Bekanntheit erlangten.

## A
- Andre Asriel (1950er–1970er Jahre, u. a. Mir nach, Canaillen!)

## B
- Claus Bantzer (seit den 1980ern, u. a. Männer, Kirschblüten – Hanami, Träger Filmband in Gold)
- Marcel Barsotti (Die Päpstin, Das Wunder von Bern, Deutschland. Ein Sommermärchen)
- Gerd Baumann (seit den 1990ern, u. a. Wer früher stirbt ist länger tot, Almanya – Willkommen in Deutschland, Deutscher Filmpreis 2007)
- Mick Baumeister (seit 1984, u. a. Krücke, Der zehnte Sommer, hauptsächlich Komposition für Fernsehfilme und -serien)
- Gerhard Becker (1950er–1960er Jahre, u. a. Der Tiger von Eschnapur, Das indische Grabmal)
- Christian Biegai (seit 2000, u. a. Wir sagen Du! Schatz., Der Brand)
- Werner Bochmann (1930er–1950er, u. a. Quax, der Bruchpilot, Die Feuerzangenbowle, Träger Filmband in Gold)
- Hans-Otto Borgmann (1930er–1950er, u. a. Die goldene Stadt, Opfergang, Junge Adler)
- Martin Böttcher (1950er–1990er, u. a. Edgar-Wallace- und Karl-May-Verfilmungen)
- Ernst Brandner (1950er–1980er, u. a. Schloß Hubertus, Frühling auf Immenhof)
- Christoph Brüx (seit den 2000ern, Fernsehen z. B. Alinas Traum)
- Christian Bruhn (1960er–1990er, v. a. Fernsehen wie Heidi und Wickie und die starken Männer)

## C
- Hans Carste (1930er–1960er Jahre, u. a. Die gläserne Kugel, Im schwarzen Rößl)

## D
- Frank Duval (1970er–2000er, v. a. Fernsehen wie Derrick, Der Alte)
- Paul Dessau (1920er–1960er, u. a. Schmutziges Geld, Stürme über dem Mont Blanc)
- Franz Doelle (1930er–1940er, u. a. Der Unwiderstehliche (1937))
- Klaus Doldinger (seit den 1960er Jahren, u. a. Das Boot, Die unendliche Geschichte, Tatort-Titelmelodie)
- Nico Dostal (1930er–1960er, u. a. Kopfüber ins Glück, Eine Nacht in Venedig)
- Dürbeck & Dohmen (seit den 2000ern, v. a. Fernsehen u. a. Freier Fall, Tatort, Max-Ophüls-Preis 2008)

## E
- Bernhard Eichhorn (1940er–1970er, u. a. Unter den Brücken, Der brave Soldat Schwejk)
- Werner Eisbrenner (1930er–1960er, u. a. Buddenbrooks, Berliner Ballade)
- Hanns Eisler (1920er–1960er, u. a. Niemandsland, Der Rat der Götter)
- Konrad Elfers (1950er–1980er, u. a. 4 Schlüssel, Pippi Langstrumpf)
- Jörg Evers (seit 1990er, u. a. Werner – Beinhart! und Ballermann 6)

## F
- Harold Faltermeyer (1980er–2010er, u. a. Didi – Der Doppelgänger, Feuer, Eis & Dynamit)
- Johannes Fehring (1950er–1970er, u. a. Charleys Tante, Kaiserball)
- Erich Ferstl (1960er–1980er, u. a. Die Antwort kennt nur der Wind, Der sanfte Lauf)
- Günther Fischer (1970er–2010er, u. a. Tecumseh, Solo Sunny, Sushi in Suhl)
- Annette Focks (seit 1990er, u. a. Krabat, Ostwind)
- Frank Fox (1930er–1960er, u. a. Schwarzwaldmädel, Königin einer Nacht)
- Siegfried Franz (1950er–1970er, u. a. Geliebte Hochstaplerin, Der Lügner)
- Heinz Funk (1960er, u. a. Die Gentlemen bitten zur Kasse, Die toten Augen von London)

## G
- Heino Gaze (1950er–1960er, u. a. Wenn der Vater mit dem Sohne, Witwer mit fünf Töchtern)
- Herb Geller (1980er, Otto – Der Film)
- Heinz Gietz (1950er–1960er, u. a. Kriminaltango, Musik ist Trumpf)
- Nikolaus Glowna (seit 1990er, u. a. Solo für Klarinette, Der Sandmann)
- Peter Gotthardt (1960er–2000er, u. a. Die Legende von Paul und Paula, Sieben Sommersprossen)
- Allan Gray (1930er–1950er, u. a. Berlin – Alexanderplatz, F.P.1 antwortet nicht)
- Franz Grothe (1930er–1960er, u. a. Ich denke oft an Piroschka, Drei Mädels vom Rhein, Die Trapp-Familie)
- Oliver Gunia (seit 2000er, Fernsehen, u. a. Die Rosenheim-Cops, In aller Freundschaft)
- Paul Vincent Gunia (1960er–2000er, Fernsehen, u. a. In aller Freundschaft, Polizeiruf 110)
- John Gürtler (seit 2000er, u. a. Systemsprenger, Europäischer Filmpreis 2019)
- Artur Guttmann (1920er–1940er, u. a. Scampolo, ein Kind der Straße, Man braucht kein Geld)

## H
- Erwin Halletz (1950er–1970er, u. a. Der letzte Akt, Unsere tollen Tanten)
- Hans Hammerschmid (1960er–2000er, u. a. Ein Käfer geht aufs Ganze, Die Schwarzwaldklinik)
- Stefan Hansen (seit 2000er, u. a. Die Wolke, Keinohrhasen)
- Reinhold Heil (seit den 1990ern, u. a. Lola rennt, Sophie Scholl – Die letzten Tage)
- Gerhard Heinz (1960er–2000er, u. a. Hochwürden drückt ein Auge zu, Der Bockerer)
- Hans Werner Henze (seit den 1960ern, u. a. Der junge Törless, Eine Liebe von Swann)
- Werner Richard Heymann (1920er–1960er, u. a. Die Drei von der Tankstelle, Der Kongreß tanzt)
- Wolfgang Hohensee (1950er–1980er, u. a. Das grüne Ungeheuer)
- Gottfried Huppertz (1920er–1930er, u. a. Metropolis, Die Nibelungen)

## I
- Peter Igelhoff (1930er–1960er, u. a. Wir machen Musik, Natürlich die Autofahrer)
- Günther Illi (seit den 1990ern, Fernsehen, u. a. Die Nonne und der Kommissar, Zivilcourage)

## J
- Peter Janda (seit den 1980ern, u. a. Müllers Büro)
- Michael Jary (1930er–1950er, Blutsbrüderschaft, Vater sein dagegen sehr)
- Hans Jönsson (1960er–1970er, u. a. zwei Durbridge-Filme)
- Walter Jurmann (1930er–1940er, u. a. Ein toller Einfall, Ein Lied für Dich)

## K
- Steffen Kaltschmid (seit 2000ern, u. a. Die Pilgerin, Die Stimme des Adlers)
- Piet Klocke (seit 1980ern, u. a. Peng! Du bist tot!, Superstau)
- Günter Klück (1950er–1960er, u. a. Berlin – Ecke Schönhauser…)
- Jürgen Knieper (1970er–2000er, u. a. Christiane F. – Wir Kinder vom Bahnhof Zoo, Lindenstraße)
- Philipp F. Kölmel (seit 1990ern, u. a. Französisch für Anfänger, Rubinrot)
- Walter Kollo (1930er–1950er, u. a. Kopfüber ins Glück, Ball im Metropol)
- Peter Kreuder (1930er–1980er, u. a. Weiße Sklaven, Frühlingsmelodie)
- Rolf Kühn (1970er, u. a. Frühreife Betthäschen, Der Todesrächer von Soho)
- Eduard Künneke (1920er–1950er, u. a. Das Weib des Pharao, Glückliche Reise)

## L
- Reinhard Lakomy (1970er–1990er, u. a. Der Drache Daniel, Nelken in Aspik)
- Hans Lang (1930er–1960er, u. a. Verlobung am Wolfgangsee, Die Lindenwirtin vom Donaustrand)
- James Last (1960er–2000er, u. a. Morgens um sieben ist die Welt noch in Ordnung, Warum Männer nicht zuhören und Frauen schlecht einparken)
- Wolfgang Lesser (1950er–1960er, u. a. König Drosselbart, Beschreibung eines Sommers)
- Leo Leux (1930er–1950er, u. a. Truxa, Der Störenfried)
- Henning Lohner (seit 1990er, u. a. Der Eisbär, 666 – Traue keinem, mit dem du schläfst!)
- Markus Lonardoni (1990er–2010er, u. a. Happy Birthday, Türke!, Alles Samba)

## M
- Theo Mackeben (1930er–1950er, u. a. Tanz auf dem Vulkan, Heimat)
- Hans-Martin Majewski (1930er–1990er, u. a. Die Brücke, Das fliegende Klassenzimmer)
- Nikos Mamangakis (seit den 1960ern, u. a. Heimat – Eine deutsche Chronik, Kaspar Hauser)
- Andrzej Markowski (1950er–1960er, u. a. Der schweigende Stern)
- Willy Mattes (1940er–1970er, u. a. Der Frosch mit der Maske, Der rote Kreis)
- Hans May (1920er–1950er, u. a. Ein Lied geht um die Welt, Der große Unbekannte)
- Alois Melichar (1930er–1950er, Das doppelte Lottchen, Das unsterbliche Herz)
- Will Meisel (1930er–1960er, u. a. Königin einer Nacht, Ein Walzer für dich)
- Ernst Hermann Meyer (1950er, Der Auftrag Höglers)
- Hansom Milde-Meißner (1920er–1950er, u. a. Der Gasmann, Mädchen in Uniform)
- Stéphane Moucha (1990er–2010er, u. a. Die Fremde, Das Leben der Anderen)
- Johannes Müller (1930er–1940er, Die Rothschilds)
- Rolf-Hans Müller (1950er–1980er, Fernsehen, u. a. Salto Mortale, Alle meine Tiere)
- Siggi Mueller (seit den 1980ern, u. a. Mein Mann, mein Leben und du, Erkan & Stefan in Der Tod kommt krass)

## N
- Gerd Natschinski (1950er–1980er, u. a. Heißer Sommer, Der Mann, der nach der Oma kam)
- Thomas Natschinski (seit den 1960ern, u. a. Spuk unterm Riesenrad, Spuk von draußen)
- Wilhelm Neef (1950er–1970er, u. a. Die Söhne der großen Bärin, Ernst Thälmann – Führer seiner Klasse)
- Edmund Nick (1930er–1940er, u. a. Am Abend auf der Heide, Eine Frau für drei Tage)
- Charly Niessen (1950er–1980er, u. a. Das blaue Meer und Du, Hula-Hopp, Conny)
- Raoul Alain Nagel (seit 2010er, u. a. WaPo Bodensee, Marie Brand, Jenseits der Spree)

## O
- Rainer Oleak (seit den 1980ern, Fernsehen, u. a. Der Zimmerspringbrunnen, Familie Dr. Kleist)
- Lotar Olias (1930er–1960er, u. a. Freddy und der Millionär, Kaiserball)

## P
- Tina Pepper (seit 2010er, u. a. Sankt Maik, Rampensau)
- Matthias Petsche (seit 2000er, u. a. Jesus liebt Dich, Ich bin dann mal weg)
- Franz Plasa (seit 1990ern, u. a. Crazy, Knockin’ On Heaven’s Door, Sonnenallee)
- Hans Posegga (1950er–1980er, Fernsehen, u. a. Der Seewolf, Lockruf des Goldes)
- Zbigniew Preisner (seit den 1980ern, u. a. Hitlerjunge Salomon, Drei Farben: Weiß)
- Anton Profes (1930er–1960er, u. a. Sissi, Der weiße Traum)

## R
- Peer Raben (1960er–2000er, u. a. Die flambierte Frau, Lili Marleen)
- Matthias Raue (seit den 1980ern, u. a. Flussfahrt mit Huhn, Adelheid und ihre Mörder)
- Arthur Rebner (1930er, u. a. Acht Mädels im Boot, Ein Stern fällt vom Himmel)
- Mathias Rehfeldt (seit den 2010ern, u. a. Der Zauberlehrling, Walpurgisnacht – Die Mädchen und der Tod)
- Niki Reiser (seit den 1980ern, u. a. Alles auf Zucker!, Die weiße Massai, Nirgendwo in Afrika)
- Egon Riedel (seit den 1990ern, u. a. Das Blut der Templer, Hui Buh – Das Schlossgespenst)
- Carsten Rocker (seit den 1990ern, u. a. Dass du ewig denkst an mich, Verschollen)
- Fabian Römer (seit den 1990ern, u. a. Jimmie, Die Tür, Männertag)
- Stephan Römer (seit 2009, u. a. Die Fallers, Der kleine Drache Kokosnuss)
- Raimund Rosenberger (1950er–1980er, u. a. Der Henker von London, Mädchen hinter Gittern)
- Ernst Roters (1930er–1960er, u. a. Die Mörder sind unter uns, Die Geschichte vom kleinen Muck)
- Enis Rotthoff (seit 2000er, u. a. Feuchtgebiete, Die Trapp Familie – Ein Leben für die Musik)
- Marius Ruhland (seit den 1990ern, u. a. Anatomie, Heaven)

## S
- Oskar Sala (1940er–2000er, u. a. Schneeweißchen und Rosenrot, Die Vögel)
- Hans J. Salter (1930er–1960er, u. a. Der Henker von London, Herbststürme)
- Peter Sandloff (1950er–1980er, u. a. Die unsichtbaren Krallen des Dr. Mabuse, Der Rächer)
- Karl-Ernst Sasse (1960er–1990er, u. a. Spur des Falken, Blutsbrüder)
- Werner Scharfenberger (1950er–1960er, u. a. Wenn die Conny mit dem Peter)
- Eberhard Schoener (1960er–2010er, Fernsehen, u. a. Das Erbe der Guldenburgs, Siska)
- Andreas Schilling (seit den 1990ern, u. a. Edelweißpiraten)
- Dieter Schleip (seit den 1980ern, u. a. Der Rote Kakadu, Der Felsen, u. a. Deutscher Fernsehpreis, Preis der deutschen Filmkritik, Adolf-Grimme-Preis)
- Clemens Schmalstich (1930er, u. a. Lachende Erben, Ein Volksfeind)
- Willy Schmidt-Gentner (1920er–1950er, u. a. Nathan der Weise, Emil und die Detektive)
- Ludwig Schmidseder (1930er–1960er, u. a. Der himmlische Walzer)
- Enjott Schneider (seit den 1970ern, u. a. 23 – Nichts ist so wie es scheint, Stalingrad)
- Frank Schreiber (seit den 2000ern, u. a. Ummah – Unter Freunden, Manou – flieg’ flink!)
- Friedrich Schröder (1930er–1960er, u. a. Weiße Sklaven, Charleys Tante)
- Norbert Schultze (1930er–1970er, u. a. Kolberg, Die Mädels vom Immenhof, Das Mädchen Rosemarie)
- Ralph Maria Siegel (1930er–1960er, u. a. Die Fischerin vom Bodensee, Tante Wanda aus Uganda)
- Richard Stauch (1930er–1950er, u. a. Hänsel und Gretel, Aschenputtel)
- Alfred Strasser (1930er–1950er, u. a. Grün ist die Heide, Ich hab’ mein Herz in Heidelberg verloren)
- Robert Stolz (1930er–1950er, u. a. Der Himmel auf Erden, Im Prater blüh’n wieder die Bäume)
- Karel Svoboda (1960er–2000er, u. a. Drei Haselnüsse für Aschenbrödel, Die Biene Maja)

## T
- Eugen Thomass (1960er–1990er, u. a. Diese Drombuschs, Zucker – Eine wirklich süße Katastrophe)
- Peter Thomas (seit den 1960ern, u. a. Der Hexer, Raumpatrouille)
- Martin Todsharow (seit den 1990ern, u. a. Honig im Kopf, Elementarteilchen)
- Herbert Trantow (1940er–1960er, u. a. Pünktchen und Anton, Auf der Reeperbahn nachts um halb eins)
- Werner Twardy (1960er–1970er, u. a. Unser Doktor ist der Beste, Kinderarzt Dr. Fröhlich)
- Selcuk Torun (seit 1998, u. a. Galileo, Im Visier der Zielfahnder, Klinikum Berlin Mitte)

## V
- Titus Vollmer (seit den 1990ern, Fernsehen, u. a. Lena Lorenz, Mordkommission Istanbul)

## W
- Thomas Wanker (seit den 1990ern, u. a. Nichts als die Wahrheit, Dresden)
- Matthias Weber (seit den 1990ern, u. a. In 3 Tagen bist du tot, Der Fall des Lemming)
- Konstantin Wecker (seit den 1970ern, u. a. Die weiße Rose, Bayerischer Filmpreis 2009 für Lippels Traum)
- Hans-Hendrik Wehding (1950er–1970er, u. a. Vergeßt mir meine Traudel nicht)
- Ralf Wengenmayr (seit den 1990ern, u. a. Alle meine Töchter, Der Schuh des Manitu, Wickie und die starken Männer)
- Joachim Werzlau (1950er–1970er, u. a. Jakob der Lügner, Das tapfere Schneiderlein)
- Gert Wilden (seit den 1950ern, u. a. Ich, Dr. Fu Man Chu, Heidi)
- Rolf Alexander Wilhelm (1950er–1990er, u. a. Pappa ante Portas, Das fliegende Klassenzimmer)
- Herbert Windt (1930er–1960er, u. a. Hunde, wollt ihr ewig leben, Triumph des Willens)
- Gerhard Winkler (1930er–1960er, u. a. Die Stimme der Sehnsucht, Schwarzwaldmelodie)

## Z
- Stephan Zacharias (1990er–2000er, u. a. Der große Bagarozy, Der Untergang)
- Wolfgang Zeller (1920er–1950er, u. a. Immensee, Jud Süß)
- Helmut Zerlett (seit den 1980ern, u. a. Neues vom WiXXer, Maria an Callas)
- Attila Zoller (1960er–1970er, u. a. Katz und Maus, Tamara)